# Like a Prayer (dal)
A Like a Prayer című dal az amerikai énekesnő Madonna első kimásolt kislemeze negyedik, Like a Prayer című stúdióalbumáról. A dal 1989. március 3-án jelent meg. A dalt Madonna és Patrick Leonard írta, akiket a dal művészi és személyes megközelítése ihlette, akik úgy gondolták, hogy a felnőtt közönség számára is nyújtani akarnak valamit. A dal tematikusan egy szenvedélyes fiatal lányról szól, aki szerelmes Istenbe, aki életében az egyetlen férfi figura.
A "Like a Prayer" egy pop-rock dal, mely evangéliumi zenét is tartalmaz. A dal további háttérénekeket, és rockos gitárszólót is tartalmaz. A dalszövegek liturgikus szavakat tartalmaznak, de kettős jelentéssel bírnak a szexuális cselekedet és a vallás szempontjából. A "Like a Prayer"-t a kritikusok elismerték, és sikeres volt. Ez volt Madonna hetedik első helyezést elért kislemeze az amerikai Billboard Hot 100-as listán, de sok más országban is sikeres volt, köztük Ausztráliában, Kanadában, Spanyolországban, Új-Zélandon és az Egyesült Királyságban is szerepelt a listán.
A videóklipet Mary Lambert rendezte. A videóban Madonna szemtanúja lesz egy gyilkosságnak, amikor egy fiatal fehér nőt megölnek. Amíg a gyilkosság miatt letartóztattak egy fekete férfit, Madonna a biztonság érdeklében elrejtőzik egy templomban, hogy erőt vegyen magán, hogy tanúskodjon. A klip egy templomot, és katolikus szimbólumokat, például egy sztigmatát ábrázol.A dalban lévő égő keresztek, és csók a fekete férfivel jeleneteket a Vatikán elítélte, és a családvédelmi és vallási szervek is tiltakoztak a videó ellen. A Pepsi a dalt felhasználta reklámjában, azonban a társaság felmondta a Madonnával kötött szponzori szerződést, de megengedte neki, hogy az ezért kapott díjat megtartsa.
A "Like a Prayer" című dal Madonna öt koncert turnéján szerepelt, legutóbb a Madame X Tour 2019–2020-as turnén. A dal témája, és a videóklip kritikákat váltott ki a zenekritikusok, és filmtudósok között, azonban a kritikusok inkább művésznek, mint puszta popsztárnak ismerték el Madonnát.

## Előzmények

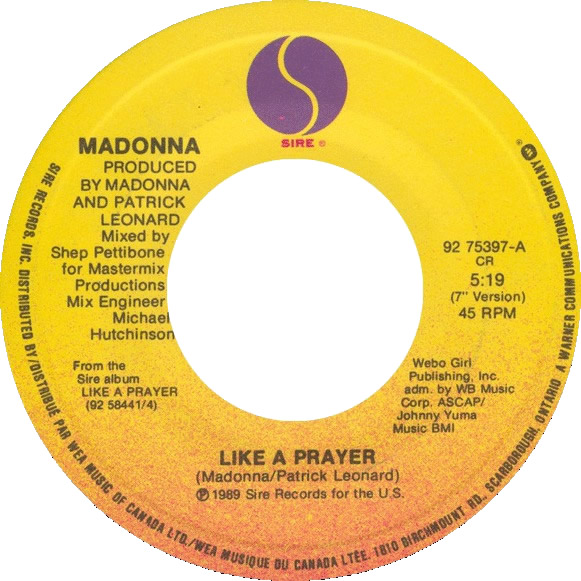
A "Like a Prayer" című dal kanadai kislemez kiadása

Madonna 1988 nagy részében vett fell semmilyen zenét. A nagy költségvetésű filmek, mint a "Shanghai Surprise" (1986) és a "Who's That Girl" (1987) kritikus és kereskedelmi kudarcát követően egy Broadway produkcióban, a Speed-the-Eke szerepelt. A kedvezőtlen vélemények azonban ismét kellemetlenséget hoztak az énekesnő számára. Házassága Sean Penn színésszel véget ért, és a pár 1988 januárjában kérelmet nyújtott be. Madonna 30 éves volt, amikor érzelmileg felkavart volt, mivel édesanyja is 30 évesen hunyt el.  Madonna a Rolling Stone 1989. márciusi számában nyilatkozott katolikus neveltetése során érzett bűntudatáról:

Miután katolikus vagy, és így is lettél nevelve, a bűntudat és a megbánás érzéseit illetően gondolnom kell arra, hogy vétkeztem-e vagy sem. Néha bűntudatom van, amikor nem kellene, és ez számomra a katolikus neveltetés végett van így. A katolicizmusban bűnösnek születsz, és egész életedben bűnös vagy. Nem számít, hogyan próbálsz megszabadulni tőle, a bűn mindig benned van.

Madonna azt is megértette, hogy a közönséggel nőtt fel pályája során, és úgy érezte, hogy valami mást kell kipróbálni, és azt akarta, hogy új albumának hangzása népszerű legyen a zene világában. Az énekesnek vannak bizonyos személyes dolgai, amelyek szerint inspiráló lehet az album zenei irányzatában. A "Like a Prayer" dallal Madonna olyan témákat választott, amelyek addig személyes meditációk voltak, melyeket soha nem osztott meg a nyilvánossággal. Elolvasta személyes folyóiratait, és naplóit, és megfontolta a lehetőségeit. Emlékezett rá: "Mit akartam mondani? Azt akartam hogy az album által a legjobb dolgokra gondoljon. Ez életem komplex ideje volt.

## Fejlesztés
Ahogyan Madonna fontolóra vette alternatíváit Patrick Leonard és Stephen Bray producer instrumentális dalokat mutatott neki, és ötleteket a kísérletezgetés mérlegelése céljából. Mindketten saját stílusukat akarták megjeleníteni a projektben, és zenét írtak a "Like a Prayer" számára. Végül Madonna úgy érezte, hogy a Leonard által bemutatott zene érdekesebb, és vele kezdett el dolgozni. Miután Madonna megfogalmazta, hogyan fogja beilleszteni ötleteit a zenébe, körülbelül három órán belül megírta a "Like a Prayer" dalszövegét, és ez lett az első dal, melyet elkészítettek a soron következő albumra. Madonna úgy jellemezte a dalt, mint egy szenvedélyes fiatal lány dalát, aki nagyon szerelmes Istenben, és majdnem olyan, mintha egy igazi férfi alak lenne az életében.
Madonna további inspirációja az átlényegülés katolikus hitéből származik. Liturgikus szavakat írt a dalhoz, és megváltoztatta a kontextust, hogy a dalszövegek kettős jelentőséggel bírjanak. A szexualitásról és a vallásról szóló felszínes popszövegeket a hallgatókban mind más és más jelentőséggel bírtak a dalban. Leonard elmondta, hogy nem tetszik neki a dalszöveg, és a benne lévő szexuális célozgatások. A dal  "Like a Prayer" which goes "When you call my name, It's like a little prayer, I'm down on my knees, I wanna take you there." eme szövege kétértelmű, és utalhat valakire is. Leonard kérte Madonnát, hogy változtassa meg a szövegeket, de ő határozottan elutasító volt.

## Felvételek
Madonna a dalban csak az evangéliumi zenét akarta felhasználni, gyakorlatilag hangszer nélkül, és csak egy orgonát, valamint a saját énekét. Miután a teljes dalt véglegesítették Madonna és Leonard úgy döntött, hogy rögzítik a kórus éneket 1988 szeptemberében. Mindketten találkoztak Andrae Crouch zenésszel, és Roberto Noriega énekessel, akivel szerződést kötöttek a kórus közreműködésére a dalban. Crouch alaposan megvizsgálta a dalszövegeket, hogy megtudja, mi a dal szándéka, valamint nagyon különös figyelmet fordított arra, hogy megvizsgálja a dalt, és tetszett neki amit hallott. Jonny Yuma a stúdióban összegyűjtötte a kórust, és elmagyarázta nekik, mit kell tenniük a felvétel során. A kocsijában meghallgatta a dal alapjait, és ennek megfelelően vezette a kórust. A kórust külön rögzítették, mert Leonard azt akarta, hogy az utómunka után kerüljön bele a dalba.
A felvétel a szokásosnál több időt vett igénybe, mivel Madonna és Leonard fog és köröm ellen harcoltak a stúdióban. Lucy O' Brien szerint az énekesnő azt akarta bebizonyítani, hogy lehet követni előző albumát a "True Blue"-t. Leonard elkezdte a versék és a kórus akkordváltásait. A felvételekhez Bruce Gaitsch ÉS Guy Pratt basszusgitárosokat bérelte fel a stúdióbeli felvételekhez. Pratt viszont további dobosokat vett fel, akik a felvétel napján lemondták közreműködésüket. Ez irritálta Madonnát, és kiabálni kezdett, és esküdözött Leonardra és Prattre. A producer ezután brit dobosokat, és gitárosokat szerződtetett, mint például Chester Kamen-t, valamint David Williams és Dann Huff amerikai zenészeket. Megjegyezte, hogy a választás szándékos, mivel a brit rockzene rajongója, és a "Like a Prayer" felvételei során a zenészek bizonyították  ügyességüket, és hozzáállásukat, amely azt kívánta, hogy az album többi dalainak felvételein is részt vegyenek. Prattot nem rúgták ki, de később rájött magától, hogy Madonna nem bocsátott meg neki, majd késő esti órákban felhívta telefonon, és kérte, hogy menjen be a stúdióba.
Madonnának saját elképzelése volt arról, hogyan kell a különféle hangszereket megszólaltatni az elképzelt hangzás érdekében. Pratt emlékeztetett arra, hogy a középsó kórus felvétele után szólt a zenészeknek a produkció néhány változásáról. A verse végén gitárszólamnak kellett szólnia. A csapat ellenőrizte az utasításokat, és az énekkel és a hangszerekkel együtt elkészítették a felvételt. Gaitsch hallotta, hogy Madonna mondja Leonardnak, hogy a dalt nem kell tovább felvenni. Leonard ezek után Bill Bittrellnek adta a dalt a keverésekhez. A producer azonban úgy érezte, hogy a bongók és a latin ütőhangok nem megfelelően szólnak, ha Crouch kórusrészét hozzáadják, ezért eltávolította azokat. A bevezetéshez Leonard a Prince által felvett gitárszólót használta, akit Madonna felkért, hogy járuljanak hozzá a dalhoz. 2014-ben Madonna megemlékezett arról, hogy Prince nem használt más zenét a dalban, a kórus körüli hatások valószínűleg az övé voltak. Junior Wasquez készített egy 12"-es mixet a dalból, melyhez hozzákeverte  Fast Eddie "Let's Go" című dalának részleteit.

## A dal összetétele
A "Like a Prayer" egy pop-rock dal, melyet evangéliumi és funk zene ötvöz. A Musicnotes.com által közzé tett kották szerint a dal D-mollban íródott, mérsékelt 120 BPM / perc ütemmel. Madonna énekhangja A 3-tól F 5-ig terjed.  A dal   Dm – C / D – Gm / D – Dm akkord előrehaladásával kezdődik nyitó kórusban, és a Dm – C / E – C 7 –B ♭–F / Egy sorozat a versékben. Az album verziójában Guy Pratt basszusgitárjának hangja van duplázva Minimoog basszus szintetizátorral, míg a 7" inches változatban a basszusgitár felvételt Randy Jackson játssza. A "Like a Prayer" 12-es remixét Shep Pettibone készítette. Pettibone remixének újraszerkesztett változata szerepel Madonna The Immaculate Collection című válogatáslemezén.
A dal nehéz rock gitár hangjával kezdődik, mely néhány másodperc múlva hirtelen elhallgat, és belép a kórus és az orgona hangja. Madonna elkezdi a nyitó sorokat énekelni, könnyű dob kíséretében majd a tényleges dobritmusok az első verse után elindulnak. Az ütőhangok és a kórus hangja felcserélhetően hozzáadódik a vershez a második kórusig. Ezen a ponton a gitárok hangja indul, melyhez egy bassline vonalat adnak. Rikky Rooksby azt írta a dalról, hogy "a "Like a Prayer" a legösszetettebb dal, melyet Madonna eddig alkotott". A komplexitás felépíti a dalt a második kórus után, mely teljes mértékben támogatja Madonna énekét, és ő újra kimondja a nyitó szöveget, de ezúttal szintetizátor kíséretében, melyeket dob is követ. A dal az utolsó kórus utolsó ismétlésével ér véget, és fokozatosan elhalkul.
Taraborrelli a Madonna: An Intimate Biography életrajzi könyvben megjegyezte, hogy a dal szövege "gombnyomásos rendellenességek" sorozatából áll. Madonna felvétele kettős entenders dalszövegekből áll, melyben jelen van a vallás, és a szexuális feszültség. A dalban lévő evangéliumi kórus hangja kiemeli a dal szellemi természetét, miközben a rock gitár hangja sötét és titokzatos. O'Brien szerint a dalszövegek leírják, hogy Madonna isten hivatását kapta. A dalszövegek bizonyos részei a Sean Penn-nel kötött sikertelen házasságára is utalnak.

## Kritikák
A "Like a Prayer" 1989. március 3-i megjelenését követően széles körű elismerést kapott a kritikusok, az újságírók, és az akadémikusok részéről. Taraborrelli megjegyezte, hogy a dal minden érdeklődést megérdemel. A dal bár ördögi módon táncolható, a dal ugyanakkor azt is megmutatja, hogy Madonna elképesztő képessége az dal folyamán erős, ütköző érzelmeket ösztönöz, miközben a hallgató a fejét vakarja a válaszokért, és a további vágyakért.  Stephen Holden a The New York Times-től arról írt, hogy Madonna újra felfedezte önmagát, a hangja megváltozott, az egyszerű tánc-pop stílusból pop-ra váltott. A dalnak szigorú közvetítése van. Ezt a nézetet osztotta Mary Cross is, aki a Madonna életrajzi könyvében azt írta, hogy a dal a szentség és a profán keveréke. Ebben rejlik Madonna győzelme, mely még mindig fülbemászó, táncolható dal.
Michael Campbell a Popular Music in America: And the Beat Goes On című könyv szerzője úgy gondolta, hogy a dal megnyugtató dallama hasonlít a brit énekes Steve Winwood 1986-os "Higher Love" című dalára. A szerző megjegyezte, hogy a dal különféle és egymásnak ellentmondó zenei vonásokat egyesít. Megállapította, hogy a "Like a Prayer" egyszerű dallama könnyed hallgatást kínál, ám a vonásokat egyesíti. A dalban lévő hang, ritmus, és textúra ellentétei vonzóak a különböző célközönségek számára. Toby Creswell ausztrál rockzene újságíró könyvében a dalt egy gyönyörűen kidolgozott odaadó dalnak írta le, mely tökéletes a pop stílusa alatt. George Claude Guilbert a Madonna as Postmodern Myth című könyv szerzője azt írta, hogy a "Like a Prayer" című poliszemia létezik, mivel az énekesnő Istenhez szól, vagy annak szeretője, aki ezzel eléri aranykártyáját saját isteniségének az eléréséhez. Andrew Greeley teológus a "Like a Prayer" című dalt összehasonlította a bilbiai énekekkel. Bár a videóra összpontosított, Geeley elismerte, hogy a szexuális szenvedély feltaláló is lehet, és elismerését fejezte ki Madonnának azért, hogy a dalban dicsőítette a női szubjektivitás és nőiesség ideológiáit.
A kortárs zenekritikusok is elismerő véleménnyel voltak a dalról. Stephen Thomas Erlewine az AllMusic-tól kísértetiesnek nevezte a dalt, mert úgy érezte, hogy Madonna dalszövege parancsoló.  A Rolling Stone magazintól Gavin Edwards szerint a dal úgy hangzik, mint egy dicsőséges és leginkább vétkező és ellenállhatatlan dal, mely befolyásolja Madonna karrierjét. Jim Farber az Entertainment Weekly-től úgy gondolja, hogy az evangéliumi bevitt hangzás azt mutatja, hogy az énekes előadásmódja mennyire a magasba emelkedett. David Browne szerint a dalban lévő lelki dalszövegek fokozottan növelik magát a dalt. Chuck Arnold szerint attól a pillanattól kezdve hogy Madonna énekel, az orgona és kórussal együtt, a dal mint spirituális transzcendencia elérését eredményezi, mely egyedülállóvá teszi a dalt. [...] a szent és a világi egyensúly kiegyenlíti egymást, és az egész elviszi a hallgatót efelé. Sal Cinquemani a Slant magazintól lenyűgözőnek találta a dalt, elismerve a benne lévő egyház iránti tiszteletet, és a vallási érzelmeket.  Richard LaBeau úgy gondolta, hogy ez a pop dal a legjobb valaha készült szerzemény. A Billboard magazintól Katie Atkinson az énekesnő második legnagyobb dalának minősítette. "A dalszövegek egyik legfontosabb oka az, hogy annyira jól működnek, hogy a monogám kapcsolatokról, erőteljes szexuális kapcsolatokról, platonikus szeretetről beszélhet, akár ő is, vagy ő, vagy csak én [...] Lehet hogy ez élet egy rejtély, de ennek a dalnak a megalkotása megdönthetetlen.

## Sikerek
Az Egyesült Államokban a "Like a Prayer2 a 38. helyen debütált a Billboard Hot 100-as listán, és 1989. április 22-én érte el a slágerlista csúcsát. Három hétig volt a dal listaelső volt, mielőtt helyett cserélt volna Bon Jovi "I'll Be There for You" című dalával. A dal a Dance Club Songs kislemezlistán is első helyezett volt, az Adult Contemporary listán viszont csak a 3. helyig jutott. A Hot R&B /Hip-Hop listán a 20. helyezést sikerült megszereznie. A "Like a Prayer" című dal az 1989-es Hot 100 év végi slágerlistáján a 25. helyezett volt a dal, és platina minősítést kapott az Amerikai Hanglemezgyártók Szövetsége által az 1.000.000 eladott példányszám alapján. A Nielsen SoundScan 2016 decemberétől 1,1 millió digitális letöltést számolt. Kanadában a dal szintén első helyezett volt a slágerlistás helyezés 9. hetében. Összesen 16 hétig volt a slágerlistán, és az országban ez volt a legkelendőbb kislemez.
Ausztráliában a "Like a Prayer" az ARIA kislemezlista 3. helyén debütált 1989. március 19-én. A dal a következő héten a slágerlista első helyezését érte el, és további négy hétig maradt ebben a pozícióban. A dal összesen 22 hétig volt jelen a listán. Az Ausztrál Hanglemezgyártók Szövetsége platina minősítéssel díjazta az albumot az eladott 70.000 példányszám alapján. A "Like a Prayer" a legkelendőbb kislemez volt az országban 1989-ben. Új-Zélandon a dal hasonló helyezéseket produkált. A RIANZ kislemezlistán a 3. helyen debütált, majd a következő héten első lett a kislemezlistán. Összesen 13 hétig volt helyezett. Japánban a dal Madonna 7. első helyezést elért kislemeze volt, és három hétig volt az Oricon kislemezlista csúcsán.
A dal az Egyesült Királyság kislemezlistáján a 2. helyen debütált, majd a következő héten első lett, ezen a helyen maradva 3 hétig. Madonna lett az első számú művész a 80-as években, aki a legtöbb első helyezést elért kislemezével volt jelen az Egyesült Királyságban. Összesen hat toplistás dallal. A "Like a Prayer" a 10. legkeresettebb dal lett az Egyesült Királyságban, melyet a Brit Hanglemezgyártók Szövetsége ezüst minősítéssel díjazott a 400.000 eladott példányszám alapján. A hivatalos adatok szerint 2019 áprilisától további 850.000 példány kelt el a lemezből. Európában, azon belül Belgiumban, Írországban, Norvégiában, Svédországban, és Svájcban első helyezést ért el a dal. Az European Hot 100-as kislemezlistán a dal az 5. helyezett volt, és 1989. március 25-én lett első helyezett, ahol 12 hétig maradt. A Glee tévésorozat "The Power of Madonna" című epizódjában elhangzik a "Like a Prayer" című dal, mely ismét felkerül a slágerlistára, a 47. helyre 2010. május 15-én. A kislemezből összesen 5 millió példányt értékesítettek világszerte, így az egész világon a legkelendőbb kislemez lett.

## Videóklip

### Koncepció és a forgatás

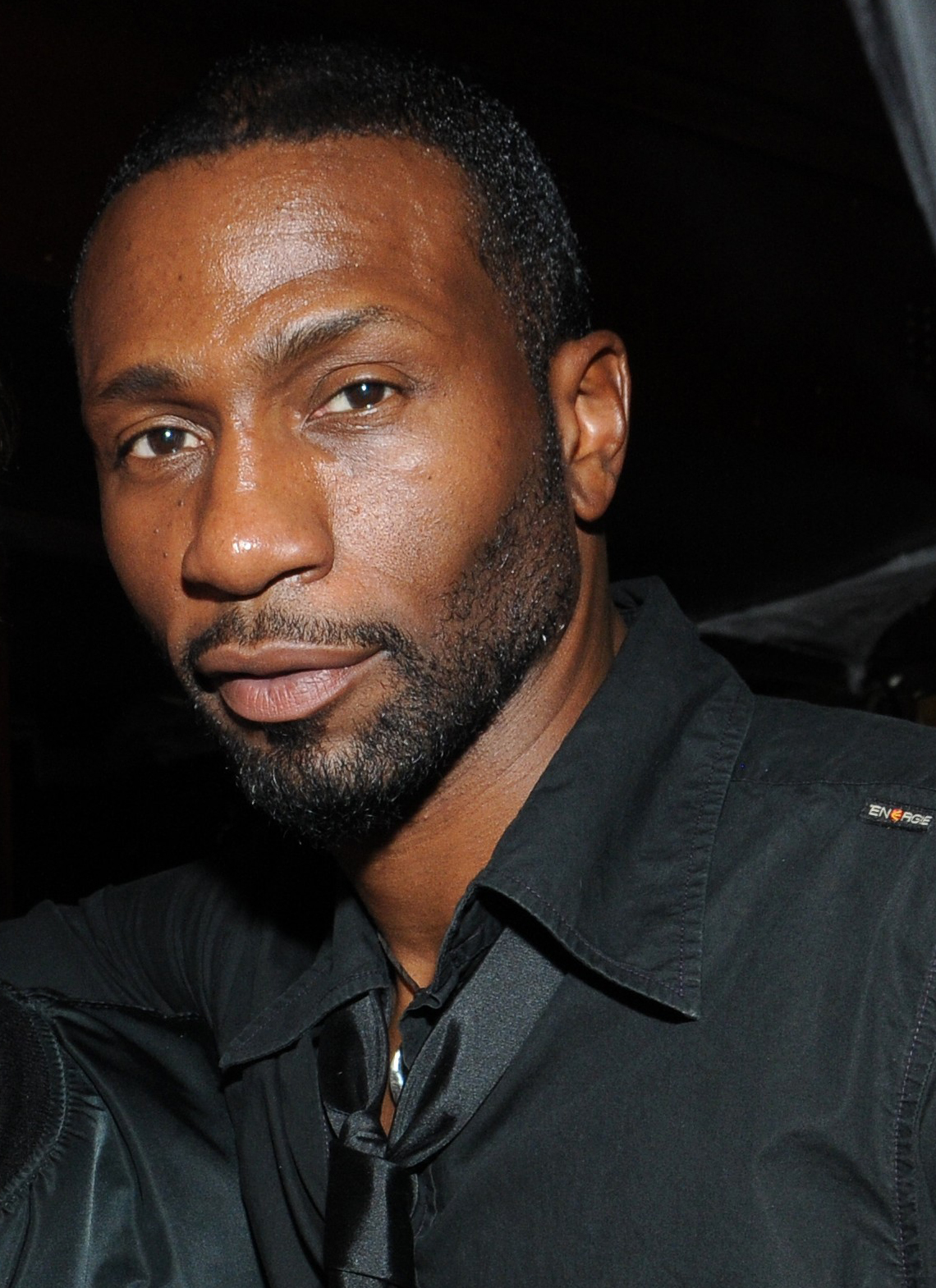
Leon Robinson játszotta a videóban a szent embert, Madonna szerelmét.

A rendkívül ellentmondásos   klipet Mary Lambert rendezte, és 1989 januárjában a Raleight Stúdióban, Kalifornia-ban forgatták, valamint egyes jeleneteket a Kaliforniai San Pedro hegységben. Madonna azt akarta, hogy a videó provokatív legyen, mint eddig bármi más, amit korábban készített. A rasszizmus ellen akarta felhívni a figyelmet, és egy vegyes párt ábrázolni, akit a Ku-Klux-Klan lőtt le. De továbbgondolva, egy másik provokatív témát is boncolhatott, hogy megtartsa a dal vallási konnotációit. 

A klipben egy olyan lány története elevenedik meg, aki őrülten szerelmes egy fekete férfiba. A fajok közötti tiltott szerelmi viszonyra mutatva ezzel. A férfi, akibe szerelmes egy kórusban énekel, ezáltal a lány megszállottja, hogy mindig a templomba megy. A történet a rasszizmusról, és a vallásról szól. 

Lambert a dal másik vizuális aspektusát látta  a fejében, és azt vizsgálta, hogy az érzelmek hogyan vannak jelen a szexuális témákat boncolható klipben, valamint az hogyan kapcsolódik a valláshoz. Madonna mint gyilkossági tanú részvétele a szexuális és vallási érzelmek kiváltójává vált. A klipben Leon Robinson játszotta a fekete férfit, melyet a vegyes fajú emberek védőszentje, Martin de Porres ihletett, aki a fajok közötti harmóniát kereste.
A klipet négy nap alatt készítették, és további egy nap kellett a jelenetek újbóli felvételéhez. Eredetileg Lambert volt az, aki egy öntvény szobrot akart használni, mert a színész csak az élő jelenetekben vett részt. Az utómunkálatok során Lambert úgy látta, hogy a szobor nem olyan, mint Robinson, akit arra kértek, hogy vegye fel újra a jelenetet. Ezáltal Robinsonnal szoborként kellett viselkednie, és a felvételhez speciális sminket kellett viselnie. A színész később emlékezett arra, hogy milyen nehéz szoborként helyt állni. "Nem tudtam, hogy milyen nehéz hátul állni, kiegyenesedve, úgy hogy ne mozogj. Másodszor pedig ilyenkor ideges vagy. Az én követelményeimmel ezek teljesen ellentmondásosak voltak" – nyilatkozta Robinson.

### Összegzés
A videó azzal kezdődik, hogy Madonna szemtanúja annak, hogy egy fiatal fehér nőt férfiak megtámadnak, és megölnek. Madonna a félelemtől elmenekül. Egy sikátorban sétáló fekete ember is látja az eseményt, és elindul, hogy segítsen a nőnek, de a gyilkosok a rendőrség megérkezéséig elmenekülnek. A rendőrség a fekete férfit gyanúsítja a gyilkossággal, akit letartóztatnak. Az igazi gyilkosok fenyegető pillantást vetnek Madonnára, majd távoznak. Madonna egy templomba menekül, ahol ketrecbe zárt szobrot lát, aki hasonlít az utcán lévő fekete emberre. A dal elején imádkozik a szobornak, amely közben sírni látszik.
Madonna leugrik egy padra, és van egy álma, amelyben az űrbe esik. Egy nő elkapja Madonnát, aki az erőt és a hatalmat képviseli. Azt tanácsolja, hogy tegyen helyes dolgot, és ezután hátradobja. Visszatér a szoborhoz, amely hasonlított a fekete férfihoz, majd megcsókolja a homlokát, és elhagyja a templomot, amikor felvesz egy kést, és megsebesíti a kezét. Az egymást átfutó jelenetek azt mutatják, hogy Madonna vadul táncol és énekel az égő keresztek előtt. A csókjelenet és a szent között az énekesnőt a templom belsejében egy kórus veszi körül, melyet a korábban elkapott nő vezet. Madonna felébred, majd elmegy a börtönbe, és elmondja a rendőrségnek, hogy tanúja volt a gyilkosságnak, hogy a fekete férfi ártatlan. A rendőrség aztán elengedi a férfit. A videó azzal ér véget, hogy Madonna táncol az égő keresztek előtt, majd a történet minden résztvevője meghajol, és a lecsapódó függönnyel véget ér a klip.

### A Pepsi szerződés
1989 januárjában, miközben a dal videoklipje készült, a Pepsi bejelentette, hogy egy 5 millió dolláros szerződést között Madonnával, mely arról szólt, hogy az énekesnő  "Like a Prayer" című dalát felhasználják a Pepsi reklámban. A szerződés magában foglalt a Pepsi támogatását is Madonna következő világturnéján. Madonna a reklámot akarta felhasználni még a dal globális megjelenése előtt. Ez volt az első alkalom, hogy ilyen történt a zeneiparban. A Pepsi számára az is előny volt, hogy termékeiken Madonna volt látható, elősegítve ezzel a promóciót. Madonna kezdetben megtagadta a táncolást és éneklést a reklámban, azonban később elfogadta azt, miután Vince Paterson koreográfussal együtt dolgoztak.
A Pepsi 1989 februárjában mutatta be a reklámot a 31. Grammy-díj globális sugárzása során.  Egy héttel később a reklám az NBC televíziós csatorna The Cosby Show műsorában is bemutatásra került. A "Make a Wish" címet viselő kétperces reklámban Madonna látható, amint visszatér gyerekkori emlékeihez. A reklámban az énekesnő videót néz egy gyermekkori születésnapi partiról, majd közben helyet cserél fiatal énjével. A fiatal Madonna céltalanul barangol a felnőtt Madonna szobája körül, közben gyermekkori barátjaival táncol és énekel az utcán, és egy bárban. A reklám következő jeleneteiben Madonna egy templom belsejében táncol, ahol egy kórus veszi körül, és felfedezi régi gyermekkori babáját. A felnőtt Madonna a TV-t nézi és mondja: "Go ahead, make a wish" Mindkét Madonna egymáshoz emeli a Pepsi dobozokat, és a fiatal Madonna elfújja a születésnapi tortáján lévő gyertyákat.
Becslések szerint a reklámot 250 millió ember látta szerte a világon, melyet Joe Pytka rendezett. Todd MacKenzie a Pepsi szóvívője elmondta, hogy a reklám egyszerre jelenik meg Európában, Ázsiában, Ausztráliában, és Észak-Amerikában. Bob Garfield az Advertising Age-től megfigyelte, hogy Törökországtól Salvadorig, az USA bármely városából körülbelül 500 millió embert csábított a képernyőre a reklám. Leslie Savan a The Village Voice-tól azt mondta, hogy a reklám kereskedelmi sikernek minősül, mint a himnusz és az elektronikus reprodukciók korának globális képességeire hivatkozva, mely elősegíti mint a "soda pop" és mind a popsztár pánkulturális ambícióit.

### Fogadtatás és tiltakozások

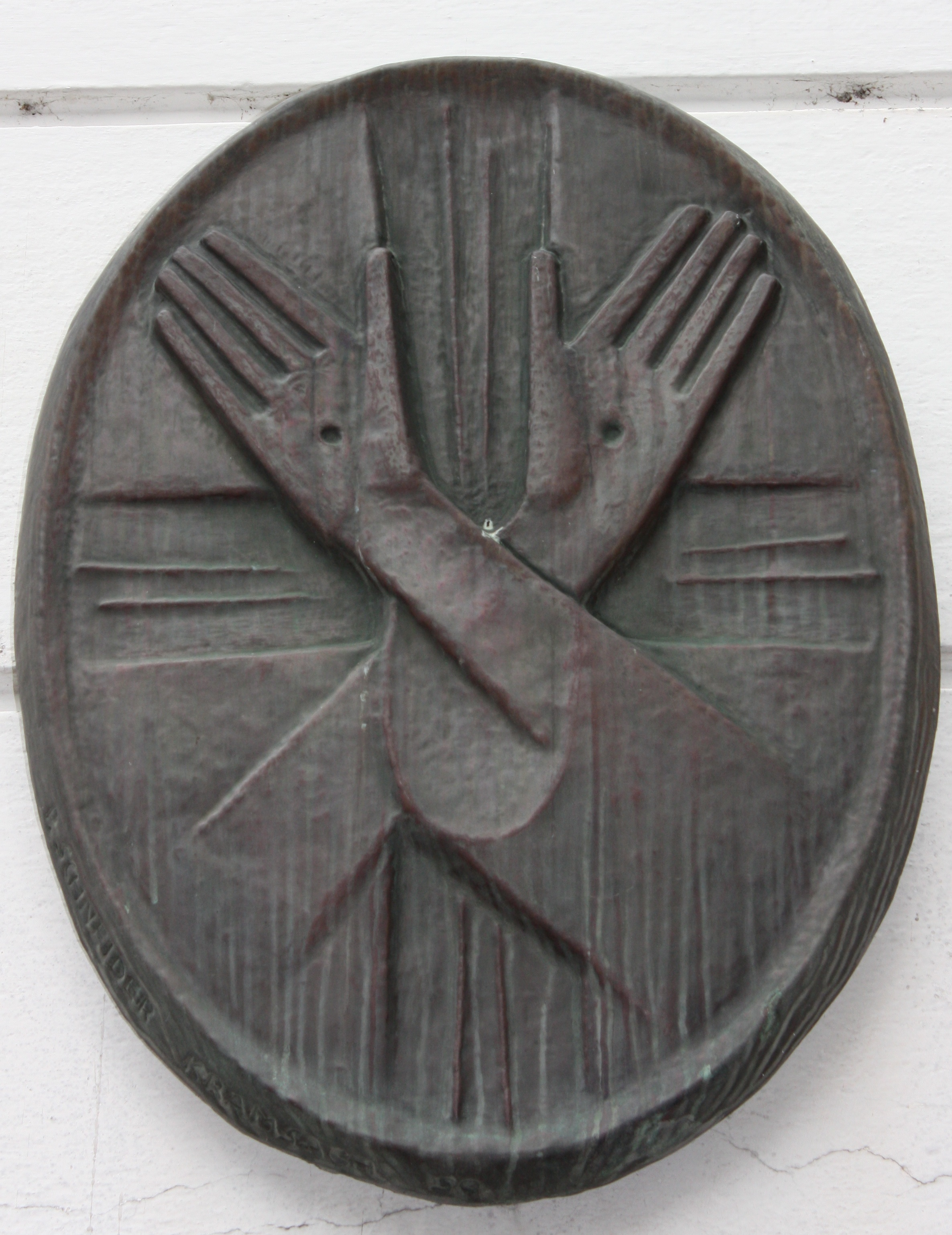
Amikor Madonna a videóban megvágja a kezét egy tőrrel, a tudósok úgy vélték, mint a megbélyegzés bevezetését.

A Pepsi reklámbemutatója után egy nappal Madonna megjelentette a "Like a Prayer" videoklipet az MTV-n. A vallási csoportok világszerte, beleértve a Vatikánt is, azonnal tiltakoztak a klip ellen, mondván hogy a kereszténységet meggyalázza. Felszólították a Pepsit és a PepsiCo leányvállalatait, ideértve a KFC, a Taco Bell, és Pizza Hut étteremláncokat is a klip bojkottjára. A Pepsi kezdetben folytatta volna a reklámozást, azonban a tüntetések megdöbbentették őket. Elmagyarázták a különbséget a hirdetés, és Madonna művészi véleménye között a videóban. Végül a Pepsi feladta a küzdelmet, és megszüntette a kampányt. Taraborrelli szerint a társaság annyira vágyott arra, hogy ezáltal felmondja a szerződést Madonnával, de megengedte neki, hogy megtartsa az 5 millió dollárt. Időközben II. János Pál pápa is részt vette az ügyben, és ösztönözte a rajongókat, hogy bojkottálják az énekesnőt Olaszországban. Az ország egy kis katolikus szervezetének tiltakozása arra késztette az olasz állami televíziós hálózatot, a Radiotelevisione Italiana-t, és Madonna lemezkiadóját a Warner Music Group-ot, hogy ne sugározzák a klipet. A videót szintén sértőnek találta az Amerikai Családjogi szervezet is. Madonna kijelentette, hogy a művészetnek ellentmondásosnak kell lennie, és ehhez minden megvan, ami ellentmondásos.
A videó többnyire pozitív kritikákat kapott az újságíróktól, és a kritikusoktól. Jamie Portman a The Daily Gazette szerint úgy gondolta, hogy a klip érzékeny azokra a vádakra, melyek során provokatívnak nyilvánítják a nemek és a vallás kiszámított keretein belül.  David Rosenthal a The Spokesman-Review-ból a videót vizuális lenyűgözőnek találta. Edna Gundersen az USA Today-tól nem értette mi ez a káosz a klippel kapcsolatban?! Rámutatott arra, hogy Madonna jó lányt játszik a videóban, aki megment valakit. "Mi ez a nagy ügy?... "  A zenekritikusok közül Phil Kloer a Record  Journal-tól úgy érezte, hogy elítélendő-e a videó azzal, hogy a rasszizmussal foglalkozik, és elítélendő-e azért, mert a gonosz szimbólumát, a Ku-Klux-Klan égő keresztjeit használja fel a klipben. Chris Willman a Los Angeles Times-től a videót inkább egy szerelmi dalnak, mint Isten káromlásnak látja. Több embert érdekelt a klipben bemutatott megbélyegzés. Taraborrelli szerint "Madonna olyan sokat táncolt a videóban, mintha tudná, hogy zavart fog okozni, és nem tudta megvárni, hogy megnézze, ez hogyan bontakozik ki".
Az 1989-es MTV Videó Zenei díjkiosztón a "Like a Prayer" jelölést kapott a "Viewer's Choice" és az "Év videója" kategóriákban, megnyerve az előző díjat. Ironikus módon a díjkiosztót abban az évben a Pepsi szponzorálta, és amikor Madonna a színpadra érkezett, hogy átvegye a díjat, hozzátette: "Köszönetet szeretnék mondani a Pepsinek azért, hogy ennyi vitát okozott". A "Like a Prayer" a kritikusok általi listán top helyezett volt, valamint az első helyezett volt az MTV általi "visszaszámlálás" 100 olyan dala között mely megsértette a szabályokat 2005-ben. Az MTV 25. évfordulója alkalmából Minden idők legfelfújtabb zenei videójára is szavaztak. A videó a Rolling Stone "The Top 100 Music Videos" listáján a 20. helyezett volt, és a 2. a VH1 100 Legnagyobb videói között. A Fuse TV által a "Like a Prayer" az első a tíz videó között, mely megrázta a világot. A klip a második legjobb zenei videó Michael Jackson "Thriller" című videója mögött.

## Témák és elemzés
A tudósok és az akadémikusok különféle módon értelmezték a videoklipet és annak történetét. Allen Metz a The Madonna Companion: Two Decades of Commentary szerzője megjegyezte: Amikor Madonna a klip elején belép a templomba és énekli: "I hear you call my name, And it feels like.... Home". A New York-i olasz Kelet harlemi női egyház "Casa Di Momma"-nak hívja egyházukat. Ebben a tekintetben Metz úgy vélte, hogy Madonna magára utal, hogy Harlemből származik, de úgy is nevezi, hogy az isteniség visszatér az egyházhoz. Ezt az isteni aspektust vizsgálta tovább Nicholas B. Dirks a Culture/power/history szerzője, aki azzal érvelt, hogy Madonna álombe esése a narratíva legfontosabb pontja, mivel azt jelezte, hogy Madonna valójában nem a megváltó helyett állítja magát, hanem egyként képzelte el magát.
Santiago Fouz-Hernández a Madonna's Drowned Worlds című könyvében azt írta, hogy a klipben szereplő fekete nő, aki elkapja Madonnát, amikor álmában az égbe jut, az Istenség szimbóluma, mivel segít Madonnának a videóban a megfelelő döntés meghozatalában. Fouz-Hernández elmagyarázta, hogy Madonna és a nő közötti fizikai hasonlóság miként jelezte, hogy Madonna belső isteni képessége megmentette őt. Amikor az énekes véletlenül megvágta magát a tőrrel, Robert McQueen úgy ítélte meg, hogy stigmát kap ezáltal, és a jelent Madonnát jelöli meg fontosnak az elbeszélésben. Ez nyilvánvalóvá válik, amikor a bűncselekmény helyszínét részletesen megmutatják, és Madonna és az áldozat azonosítása megtörténik. Freya Jarman-Ivens a Fouz Hernández féle könyv társszerzője megjegyezte, hogy a nő amikor segítségét kiált, Madonna felszólal: "When you call my name, It's like a little prayer".
A Metz által felvett korábbi témák közé tartozik az égő keresztek jelenete, amely három polgári dolgozó gyilkossági helyszínét idézi elő, melyet az 1988-as Mississippi Burning cím amerikai drámafilmben mutattak be. Azt is megjegyezte továbbá, hogy amikor Madonna a kórussal táncol a templom oltáránál, egy fiatal fekete fiú csatlakozik hozzá. Ez utalás volt arra az egyetlen emberre, aki tiltakozott a Ku-Klux-Klan gyilkosságok ellen a Mississippi Burning című filmben. Egy fekete ember, aki a szerző számára szimbolikus volt, hogy tiltakozását Madonnában vezették le.  A szent és Madonna közötti csók jelenetről Carol Benson megjegyezte: "Számtalan vágott jelenet van az égő keresztekről, a megdöbbentő Madonna arcáról, az ikon vérző szeméről stb." Rámutattak arra, hogy a történelem során többször is büntették a fekete embereket ha fehér nőt csókoltak meg, vagy vágyakoztak utána. Grant azt hitte, hogy a videóban a faji egyenlőségről szóló üzenet a legmegfelelőbb. Éppen ellenkezőleg: Amikor a függöny leesik, és a jelenetben a mosolygó Madonna látható az égő keresztek között, Maury Dean professzor úgy érezte, hogy Madonna egy sikeres hősnőt ábrázol, mely a videóban a nők felhatalmazásáról szól.

## Élő előadások

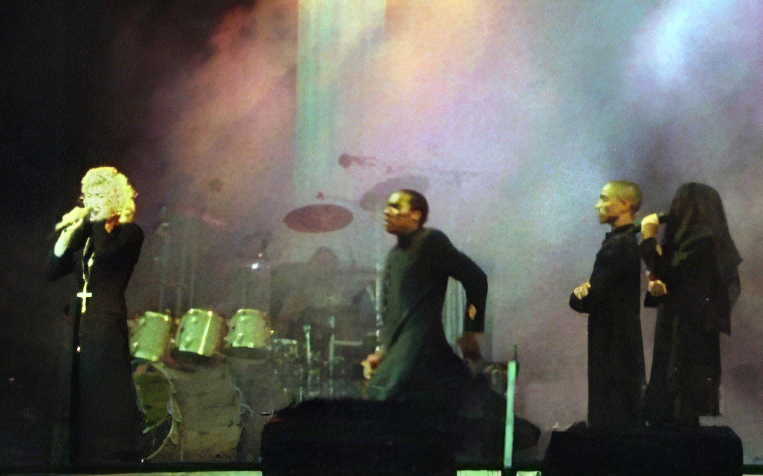
Madonna előadja a "Like a Prayer"-t a Blond Ambition turnén (1990)

A "Like a Prayer" első élő előadása az 1990-es Blond Ambition World Tour turnén volt. Madonna egy olyan ruhában lépett fel, mely keresztezte a mediterrán öltözet, és a papok öltözetét kereszttel a nyakában. Több száz égő gyertya volt a színpadon, majd amikor letérdelt a színpad előtt, a kórus többször is énekelte az "Oh my God" szavakat. Madonna végül levette a sálat a nyakából, és feltűnt egy hatalmas feszület, mely a nyakában lógott, majd felállt, és tovább énekelte a dalt, miközben a táncosok körülötte táncoltak. A világturnéról két különböző előadást rögzítettek. Az egyik a Blond Ambition: Japan Tour 90, melyet 1990. április 27-én Japánban, Jokohamaban vettek fel. A Blond Ambition World Tour kiadását Nizzá-ban rögzítették Franciaországban 1990. augusztus 5-én.  Az Entertainment Weekly-től Ty Burr dicsérte a gimnasztikus táncos produkciót, melyek a "Where's the Party" és a "Like a Prayer" alatt voltak láthatóak. Egyszerűen meghökkentőnek hívta azokat.
2003-ban miközben Madonna rövid promóciós előadásokon vett részt, hogy népszerűsítse közelgő kilencedik stúdióalbumát, az American Life-ot, a "Like a Prayer" akusztikus változatát előadta, a dal kórus részeit gitárszólóval helyettesítve. A dal ezt követően bekerült a 2004-es Re-Invention World Tour koncertturné listájára is. A közönség tagjait felkérte Madonna az előadás során, hogy énekeljen vele együtt, kitöltve a kórus szerepét. Madonna fekete Stella McCartney féle öltözetben volt, míg Siedah Garrett énekesnő énekelte a közbenső sorokat. A háttérben héber betűk sorozata volt látható, Isten 72 nevét jelölve ezzel. Jim Farber a New York magazintól gratulált Madonnának a dalhoz. Az előadás bekerült a 2006-os "I'm Going to Tell You a Secret" című koncertalbumra is. Madonna elénekelte a dal hasonló változatát 2005 júliusában a Live 8 jótékonysági koncerten a Hyde Parkban Londonban. Madonna mellett szintén fellépett Birhan Woldu az az etióp nő, aki mint alultáplált gyermek, megjelent az 1984–1985-ös "Éhinség Etiópiában" című fotósorozaton.

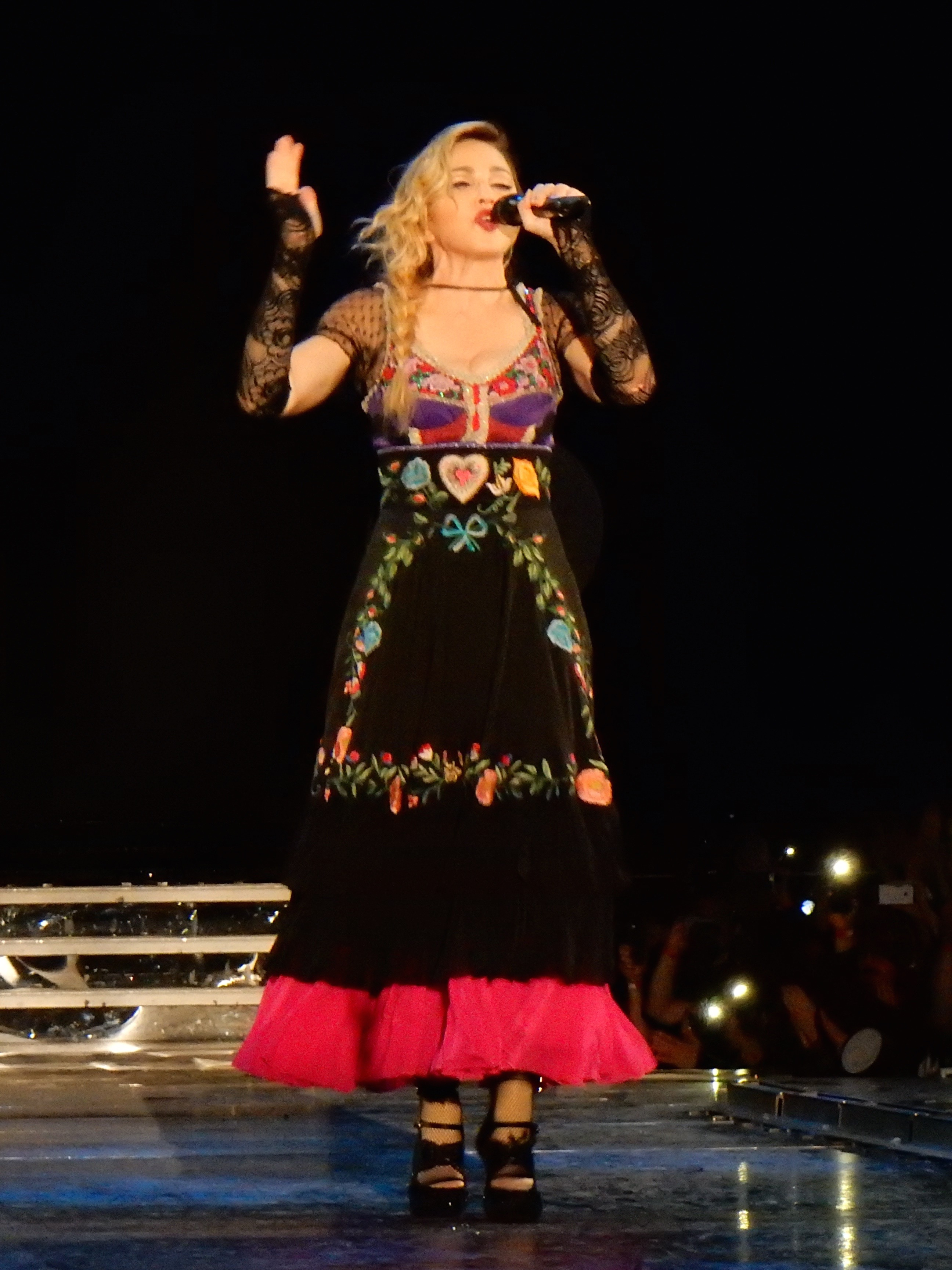
Madonna előadja a "Like a Prayer"-t a Rebel Heart Tour-on Stockholmban a párizsi terrortámadások áldozatainak emlékére (2015)

A dal dance változatát Meck keverte a "Feels Like Home" című dal részeivel a 2008–2009-es Sticky & Sweet Tour turnén, amelyet előadott a rave szegmens részeként. Az előadáson Madonna melltartót és rövid parókát viselt. Az egész színpad körül energikusan táncolt, amikor Nicki Richards énekelte a köztes szóló részét. A kivetítőkön a vallások egyenlőségének üzeneteit jelenítették meg, ahogyan különböző szentírások szimbólumai és szövegei villogtak, beleértve a Biblia,  a Korán, a Tóra és a Talmud üzeneteit.  Helen Brown a The Daily Telegraph-tól a turné egyik kiemelt eseményévé nyilvánította az előadást,  míg Joey Guerra  a Houston Chronicle-ból összehasonlította a felkelő Madonnát, mint szuperhőst. Az előadást a Sticky & Sweet turné live kiadásának CD és DVD kiadványaira is felkerült, melyet 2008. december 4 – 7 között rögzítettek Buenos Aires-ben, Argentinában. 2010 januárjában Madonna fellépett a dal akusztikus változatával a Hope For Haiti rendezvényen. Jon Caramanica a The New York Times-től így kommentálta a dalt. "Ez a dal 20 éve jelképezi Madonna életének egyik legsúlyosabb és ellentmondásos időszakát.
A szám ezután felkerült a 2012-es Super Bowl XLVI félidei show játszási listájára záródalként. A dalt kórus és Cee Lo Green énekes kísérte együttesével, aki fekete köpenyt viselt, és énekelt, amikor a stadiont fehér fénnyel világították meg. Ugyanebben az évben felvették a The MDNA Tour turné listájára is. Az energikus evangéliumi változatban Madonna és 36 háttérénekes játszotta a kórus szerepét, akik hosszú kabátot viseltek, mivel a háttérben egy gótikus templom képei, és héber betűk látszódtak. Timothy Finn a The Kansas City-től különösen nagy hatással volt rá a koncert, a kórus végett, amelyben a Foreigner "I Want to Know What Love Is" című dalát is felhasználták. A dalt 2012. november 19-20-án rögzítették Miamiban az Americal Airline Arénában, mely felkerült Madonna negyedik koncertalbumára, az MDNA World Tour-ra is.
2015. október 27-én Madonna a Rebel Heart Tour-on Inglewood (Kaliforniá)ban előadta a dal akusztikus változatát, és arra kérte közönségét, hogy énekeljen vele. 2015. november 14-én Stockholmban, Svédországban lépett fel az énekesnő, és a dalt a párizsi terrortámadások áldozatainak emlékére szentelte. Ezt követően Madonna más városokban mutatta be a dalt turnéja során az ázsiai és óceániai helyszíneken. A Sydney-ben rögzített előadás bónuszként szerepelt az énekesnő ötödik koncertalbumán, a Rebel Heart Tour-on is. Ezután Madonna a Washingtoni Square Parkban adott előzetes koncertet 2016 novemberében, Hillary Clinton elnöki kampányának részeként. 2018. május 7-én megjelent a Met Gálán, és a Metropolitan Művészeti Múzeum nagy lépcsőjén adta elő a dalt, egy kendőbe öltözve, a háttérben szerzeteseknek öltözött háttér énekesekkel, és templomi harangokkal körülvéve.
2019 májusában Madonna előadta a "Like a Prayer" és a "Future" című dalokat Quavo amerikai rapperrel közösen Tel-Avivban, Izraelben, a 2019-es Eurovíziós Dalfesztivál döntőjében, amely az énekesnő legutóbbi, Madame X című tizennegyedik stúdióalbumán is szerepel. Az énekesnő egy magas lépcső tetején állt, akit szerzetesnek öltözött táncosok vettek körül. Madonna ezüst lógó harisnyatartót, combcsizmát, és fém fűzős fekete köpenyt viselt, fekete szemüveggel. Az előadás vegyes értékelést kapott, sok kritika az énekesnő hangjára irányult. Emma Wortelboer holland bemondó azt mondta, hogy hálás Madonnának az önhangolásáról a verseny eredmény szegmensében. Egy nappal később az előadást feltöltötték az énekesnő hivatalos YouTube csatornájára, ahol énekét megszerkesztették. A Madame X Tour-on "egyszerű módon", ütős hangszerek, és kórus kíséretében adta elő a dalt. Peter Piatkowski (PopMatters) számára a feldolgozás "csupaszított" jellege kiemelte a dal kompozícióját és szerkezetét.
2021 októberében Madonna megjelent a The Tonight Show Starring Jimmy Fallon című késő esti talkshowban, hogy népszerűsítse Madame X című turnéfilmjét, majd később meglepetésként fellépett Harlemben, a Dark Ballet, a Crazy, a Sodade és a La Isla Bonita című dalokkal, majd később az utcán sétálva énekelte a Like a Prayert a Szent András püspöki templom előtt.

## Feldolgozások
A dal egyik első feldolgozása egy akusztikus változat volt John Wesley Harding folk énekes előadásában, mely 1989-es God Made Me Do It: The Christmas EP-n került kiadásra. Az 1999 . 2000-es Virgin Voices: A Tribute To Madonna Vol. 1. és Vol. 2. című válogatás lemezeken Loletta Holloway és a Bigod 20 elektro együttes jelentette meg a dalt saját feldolgozásukban. Egy másik hasonló változatot a Hi-NRG/Eurodance együttes a Mad'House rögzítette Absolutely Mad című albumára. A dal mérsékelt siker volt, és felkerült az Osztrák, Német, Ír, és Holland slágerlistákra, valamint Top 10-es helyezés volt Belgiumban. Franciaországban, Svájcban, és az Egyesült Királyságban, valamint Dániában és Svédországban Top 20-as sláger volt. A Billboard European Hot 100-as kislemezlistán a 2. helyezést érte el. A dal folk változatát Lavender Diamond vette fel a 2007-es Through the Wilderness című albumára.

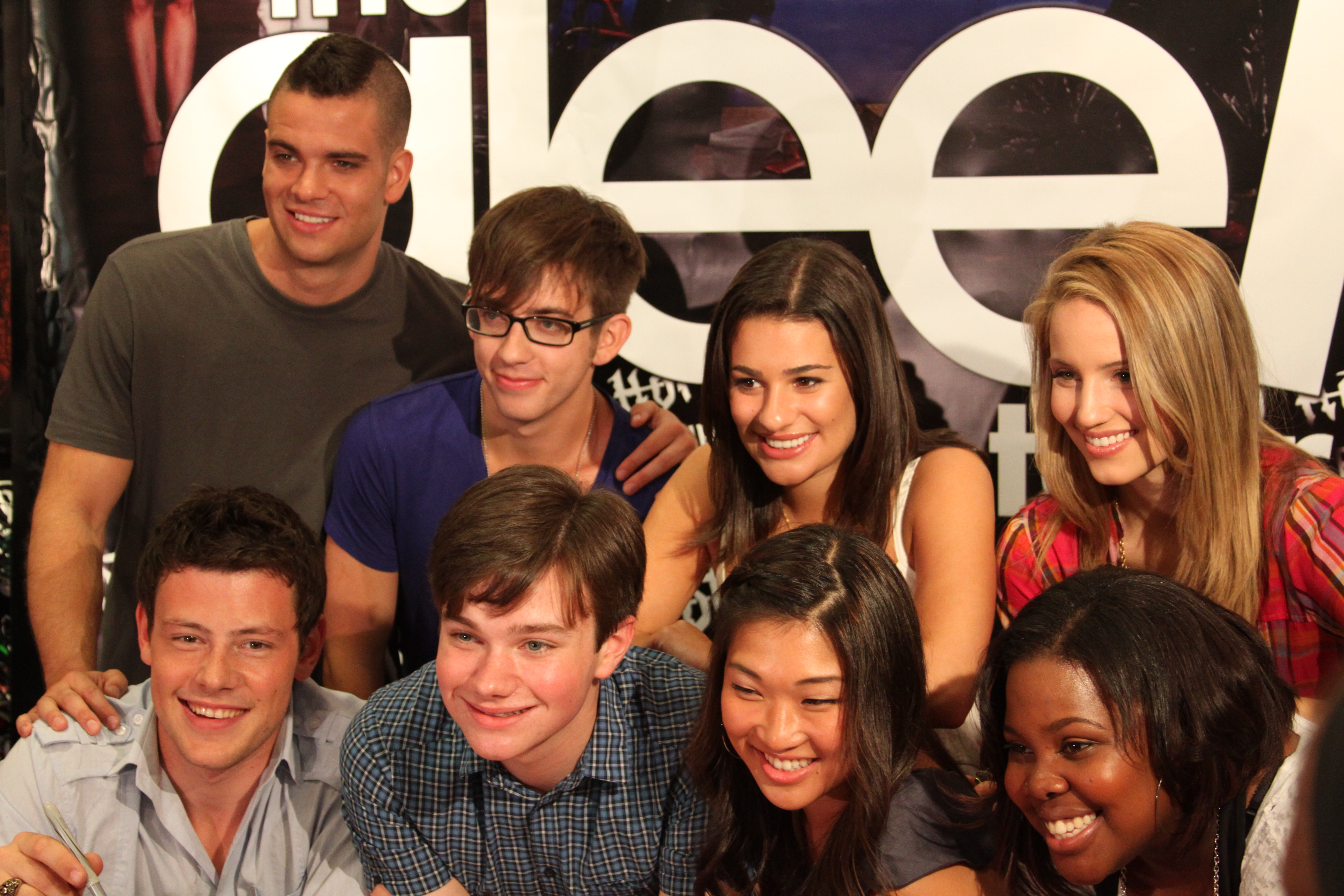
A Glee című amerikai televíziós sorozat szereplői is előadták a dalt. Madonnának egy epizódot szenteltek (2010)

A "Like a Prayer" szerepelt az amerikai televíziós sorozat Glee "The Power of Madonna" című epizódjában. A epizód végén a dalt a Glee szereplői énekelték. A dal digitálisan letölthetővé vált az iTunes áruházban és szerepelt a Glee: The Music, The Power of Madonna című EP-n is. A dal 28. helyezés volt Ausztráliában, Kanadában a 27. Írországban a 2. az Egyesült Királyságban pedig a 16. helyezést érte el. Az Egyesült Államokban a dal a Billboard Hot 100-as listán a 27. helyen debütált. A Hot Digital Songs listán a 10. volt. A kislemezből 87.000 példányt értékesítettek.
DJ Meck és Dino készített egy mash-up-ot "Feels Like Home" címmel 2007-ben, melyet a "Like a Prayer" című dallal kevertek, és megjelentették "Feels Like a Prayer" címmel. A dal Top 10-es volt Belgiumban, a Flanders listán, valamint Hollandiában. A belgiumi Wallon listán a 15. helyezést érte el. Az Egyesült Államokban a dal 7. volt a Hot Dance Club Songs kislemezlistán. A We Are the Fallen amerikai gótikus metál csapat elkészítette a dal feldolgozását és előadták azt 2008-ban. A dal annyira sikeres volt, hogy kérdéses, hogy nem-e a legnagyobb rock himnuszt alkották-e meg?! 2017 júniusában Leonard megjelentette a dal zongora változatát Dana Williams-szel közösen. Ugyanebben a hónapban a brazil Luiza Possi adta elő a dalt a Domingão do Faustão című műsorban. Hasonlóan mint a Blond Ambition World turnén Madonna.

## Hatása
A "Like a Prayer" című dalt Madonna karrierjének egyik legjobb dalának tekintik. A Blender magazin általi "The 500 Greatest Songs Since You Were Born" (Az 500 legnagyobb sláger mióta megszülettél) listáján a dalt a 6. helyre sorolták. 2004-ben a Rolling Stone magazin a "The 500 Greatest Songs of All Time" (Minden idők 500 legnagyobb slágere) listán a dal a 300. helyezett volt. 2010-ben amikor a listát frissítették, a dal a 306. helyre került. Az NME "The Greatest Pop Songs In History" (A történelem 500 legnagyobb pop dala) listán a dal 2011-ben a 3. helyen szerepelt. Priya Elan a dalt Madonna "hívókátyájának" nevezte, és legendásnak nevezte az énekesnőt. 2003-ban a Madonna rajongókat felkérte a Q hogy szavazzanak Madonna minden idők legjobb 20 kislemezére. A dal az első helyet kapta. A The Guardian és az Entertainment Weekly szintén Madonna legnagyobb kislemezének tartja a dalt. 2014-ben az LA Weekly a 2. helyre helyezte a dalt a "The 20 Best Pop Songs in History by Female Artist" (A 20 legjobb pop dal a történelemben női előadó által) listán. Art Tavana az újságtól kijelentette, hogy a "Like a Prayer" volt az a pillanat, amikor Madonna az amerikai tinédzserek hangjától a pop világméretű főpapjává vált. A Pitchfork listáján a dal az 50. helyen szerepelt.
Campbell megjegyezte, hogy a dal és a videó körüli népszerűség, és a média által nyújtott súlyos testi sértés hozzájárult a szabad nyilvánosság fogalmának bevezetéséhez. A "Like a Prayer" hatás nyilvánvalóbb volt mint a stúdióalbum hatása, mely a toplisták élére repítette a dalt 1989 áprilisában. A szerző azt állította, hogy a vitás klip volt a bizonyíték a megjelenésre , és a videó mint árucikk mint az azt létrehozó daltól eltérő entitás. Judith Marcus a Surviving the Twentieth Century című könyvében elmagyarázta, hogy Madonna a templomot használta fel, hogy kifejtse az áldozatvédelem kérdését. Marcus számára a legfontosabb hatás ebben a tényben rejlett, hogy a klip végül felhatalmazási üzenetet ábrázolt, megkérdőjelezve, és megtámadva az egyház férfi előítéleteit, és a történelem során folyamatosan folytatott nők alávetettségét.
A dalról Campbell megjegyezte, hogy a kórus és orgona keveréke, az evangélium zenéja alatt a korábbinál inkább mainstream volt. 1999-ben a Michigani Egyetem Színház és Tánc szemináriumot tartott és a dal különböző következményeiről és metaforáiról beszélgettek. A szemináriumot Martin Katz, George Shirley és Michael Daugherty professzorok vezették. A fő téma az volt, hogy a dalnak különböző metaforikus jelentései lehetnek, mivel a "like" szó külön kontextusban is felvehető.
Taraborrelli megjegyezte, hogy a "Like a Prayer"-t körülvevő események során arra törekedtek, hogy javítsák Madonna, mint ravasz üzletasszony hírnevét, aki tudja hogyan kell eladni egy koncepciót. Madonna Pepsi megállapodása előtt általában a popsztárok nem kapnak sok művészi szabadságot a szponzorok által. Madonna azonban pontosan ezt tette, hogy a reklámot ő diktálta, miközben azt mondta, hogy a Pepsi soha nem szól bele a zenei videó általi vitákba. Taraborrelli megfigyelte, hogy Madonna hű maradt önmagához, és bár a reklám célja a Pepsi reklámozása volt, nem zavarta még az sem, hogy a dobozt kellett tartania, ami arra késztette a szerzőt, hogy Madonna a popsztár saját maga gondolata szerint fogja csinálni a dolgokat, függetlenül attól, hogy Madonna ezt vállalta. Mindig azt állította, hogy a Pepsi reklám és a  zenei videó két különféle árucikk, és igaza volt, hogy talpon maradjon. Taraborrelli megjegyezte továbbá, hogy a "Like a Prayer" reklámja után a popsztárok és sportolók toborzása kezdődött az üdítőitalok elterjesztésére. Azonban arra senki nem számított, hogy a Pepsi és Madonna közötti szerződés kudarcot vall.

## Számlista
| - 7" single (US) 1. "Like a Prayer" (7" version) – 5:19 2. "Act of Contrition" – 2:19 - 3" CD single (Japán) 1. A. "Like a Prayer" (7" version fade) – 5:07 2. B. "Act of Contrition" – 2:19 - Remixed Prayers CD Mini-album (Japán) 1. "Like a Prayer" (12" Dance Mix) – 7:50 2. "Like a Prayer" (12" Extended Mix) – 7:21 3. "Like a Prayer" (Churchapella) – 6:05 4. "Like a Prayer" (12" Club Version) – 6:35 5. "Like a Prayer" (7" Remix Edit) – 5:41 6. "Express Yourself" (Non-Stop Express Mix) – 7:57 7. "Express Yourself" (Stop & Go Dubs) – 10:49 8. "Express Yourself" (Local Mix) – 6:26 | - 12" single (US) 1. "Like a Prayer" (12" dance mix) – 7:50 2. "Like a Prayer" (12" extended remix) – 7:21 3. "Like a Prayer" (Churchapella) – 6:14 4. "Like a Prayer" (12" club version) – 6:35 5. "Like a Prayer" (7" remix edit) – 5:41 6. "Act of Contrition" – 2:19 - 12" single (UK) 1. A. "Like a Prayer" (12" dance mix) – 7:50 2. B1. "Like a Prayer" (Churchapella) – 6:14 3. B2. "Like a Prayer" (7" remix edit) – 5:41 |

## Közreműködő személyzet
| - Madonna - dalszerző, producer, vezető ének, háttérvokál - Patrick Leonard - dalszerző, producer, rendező - Az Andraé Crouch Kórus - háttérvokál - Bill Meyers - rendező - Bruce Gaitsch - akusztikus gitár - Chester Kamen - gitár - Chuck Findley - rendező, réz - Dann Huff - gitár - David Williams - gitár - Dick Hyde - sárgaréz - Donna De Lory - háttérvokál - Niki Haris - háttérvokál - Geary Lanier - clavinet | - Guy Pratt - basszus, dobprogramozás - Jonathan Moffett - dobok - Paulinho da Costa - ütőhangszerek - Ritts gyógynövény - borító fotók - Christopher Ciccone - 12 "-es maxi borító tervek - Bob Ludwig - mesterképzés - Bill Bottrell - keverés - Shep Pettibone - további producer, remix, hangtechnika - Michael Hutchinson - remixmérnök - Dave Way - mérnök asszisztens - Fred McFarlane - programozás - Junior Vasquez - hangtechnika - Bill Bottrell - további producer, remix - Prince - gitár |

## Slágerlista
| Slágerlista (1989)                       | Legjobb helyezések |
| ---------------------------------------- | ------------------ |
| Ausztrália (ARIA)                        | 1                  |
| Ausztria (Ö3 Austria Top 40)             | 2                  |
| Belgium (Ultratop 50 Flanders)           | 1                  |
| Kanada Top Singles (RPM)                 | 1                  |
| Denmark (IFPI)                           | 1                  |
| European Airplay Top 50 (Music & Media)  | 1                  |
| European Hot 100 Singles (Music & Media) | 1                  |
| Finland (Suomen virallinen lista)        | 1                  |
| Franciaország (Single Top 100)           | 2                  |
| Németország (Media Control Charts)       | 2                  |
| Iceland (Íslenski Listinn Topp 10)       | 1                  |
| Írország (IRMA                           | 1                  |
| Italy (Musica e dischi)                  | 1                  |
| Japan International (Oricon)             | 1                  |
| Hollandia (Top 40)                       | 2                  |
| Hollandia (Single Top 100)               | 1                  |
| Norvégia (VG-lista)                      | 1                  |
| Új-Zéland (Recorded Music NZ)            | 1                  |
| Poland (LP3)                             | 1                  |
| Portugal (AFP)                           | 1                  |
| Spain (PROMUSICAE)                       | 1                  |
| Svédország (Sverigetopplistan)           | 1                  |
| Svájc (Schweizer Hitparade)              | 1                  |
| Egyesült Királyság (UK Singles Chart)    | 1                  |
| US Billboard Hot 100                     | 1                  |
| US Adult Contemporary (Billboard)        | 3                  |
| US Hot Dance Club Songs (Billboard)      | 1                  |
| US Hot R&B/Hip-Hop Songs (Billboard)     | 20                 |
| Zimbabwe (ZIMA)                          | 14                 |

| Slágerlista (2019)                    | Legjobb helyezés |
| ------------------------------------- | ---------------- |
| Lengyelország (Polish Airplay Top 20) | 64               |

| Slágerlista (1989)                       | Helyezés |
| ---------------------------------------- | -------- |
| Australia (ARIA)                         | 1        |
| Austria (Ö3 Austria Top 40)              | 7        |
| Belgium (Ultratop 50 Flanders)           | 12       |
| Canada Top Singles (RPM)                 | 1        |
| European Hot 100 Singles (Music & Media) | 2        |
| Germany (Official German Charts)         | 6        |
| Netherlands (Dutch Top 40)               | 13       |
| Netherlands (Single Top 100)             | 7        |
| New Zealand (Recorded Music NZ)          | 8        |
| Switzerland (Schweizer Hitparade)        | 6        |
| UK Singles (Official Charts Company)     | 11       |
| US Billboard Hot 100                     | 25       |
| US Dance Club Songs (Billboard)          | 10       |

| Slágerlista (1958–2018) | Helyezés |
| ----------------------- | -------- |
| Australia (ARIA)        | 346      |
| US Billboard Hot 100    | 473      |

## Minősítések
| Ország                                         | Minősítés | Eladás    |
| ---------------------------------------------- | --------- | --------- |
| Ausztrália (ARIA)                              | platina   | 70.000    |
| Franciaország (SNEP)                           | ezüst     | 438.000   |
| Németország (BVMI)                             | arany     | 250.000   |
| Olaszország (FIMI)                             | arany     | 25.000    |
| Japán                                          |           | 31.810    |
| Hollandia (NVPI)                               | platina   | 100.000   |
| Új-Zéland (RMNZ)                               | arany     | 5.000     |
| Spanyolország (PROMUSICAE)                     | arany     | 25.000    |
| Svédország (GLF)                               | platina   | 50.000    |
| Svájc (IFPI Switzerland)                       | arany     | 25.000    |
| Egyesült Királyság (BPI)                       | arany     | 850.500   |
| Amerikai Egyesült Államok (RIAA)               | platina   | 1.000.000 |
| Amerikai Egyesült Államok (Digitális letöltés) |           | 1.100.000 |